# كليبستون (بيدفوردشير)
كليبستون (بالإنجليزية: Clipstone, Bedfordshire)‏ هي قرية تقع في المملكة المتحدة في شرق انجلترا.